# Jan Matejko
Jan Alojzy Matejko ( pronunciació en polonès (?·pàg.)) (28 de juny de 1838 - 1 de novembre de 1893, Cracòvia) va ser un pintor polonès.
Considerat com el major pintor històric polonès de tots els temps, és cèlebre per les seves obres en les quals representa els grans personatges i esdeveniments de la història polonesa, com per exemple la batalla de Grunwald.

## Biografia
El seu pare, Franciszek Ksawery Matejko, era originari de Hradec Králové, a la República Txeca, i es va instal·lar en Galítsia com a mestre de música. Després es va traslladar a Cracòvia, on va contreure matrimoni amb Joanna Karolina Rossberg, nascuda en una rica família germànic-polonesa.
Jan va ser el vuitè dels onze fills del matrimoni. Des de la seva edat més tendra va desenvolupar un talent fora del comú per a les arts plàstiques, que li va permetre continuar a l'escola malgrat les seves mancances en altres matèries. Mai no va aprendre cap llengua estrangera i fins i tot va tenir dificultats amb el polonès. Per això, el molestava efectuar aparicions en públic.
Jan Matejko va sobreviure al bombardeig de Cracòvia pels austríacs en 1848, igual com a l'anomenat Aixecament de gener, en la que no va poder prendre part per motius de salut, si bé la va recolzar monetàriament i va transportar armes per als rebels a Goszcza. Les derrotes sofertes per Polònia el van empènyer a abandonar la pintura religiosa, la seva vocació inicial, en favor exclusivament de la pintura de tema històric.
Malgrat l'oposició del seu pare, entra en 1852 a l'Escola de Belles Arts de Cracòvia, en la que estudia fins al 1858. En 1864, es va casar amb Teodora Giebułtowska, amb la qual va tenir quatre fills: Beata, Helena, Tadeusz i Jerzy. La seva última filla, Regina, va morir a una edat molt curta.
És el creador de l'imaginari històric polonès, i en els seus quadres apareixen sovint personatges que en realitat no van participar en els esdeveniments retratats (com Hugo Kołłątaj o el general Wodzicki en La Batalla de Raclawice). Matejko s'esforçava per assolir una síntesi històrica i filosòfica, més que no pas per pintar simplement els fets històrics.
Està enterrat al Cementiri Rakowicki de Cracòvia.

## Obres importants
- Stańczyk (1862)
- El sermó de Skarga (1864)
- Rejtan (1866)
- Unió de Lublin (1869)
- Báthory a Psków (1872)
- Copérnic (quadre) (1872)
- Suspensió de la campana Segimon (1874)
- La Batalla de Grunwald (1878)
- Homenatge prussià (1882)
- Sobieski a Viena (1883)
- La Batalla de Raclawice (1888)
- Constitució del 3 de maig de 1791 (1891)
- La Història de la civilització a Polònia (1888)

## Deixebles
- Maurycy Gottlieb
- Jacek Malczewski
- Józef Mehoffer
- Stanisław Wyspiański

## Distincions
- Cavaller de la Legió d'Honor, 1870
- Medalla d'honor a l'exposició universal del 1878
- Doctor honoris causa per la Universitat Jagellònica en 1887[1]

## Galeria
|  |  |
|  |  |
|  |  |
|  |  |
|  |  |